# Henry Seebohm
Henry Seebohm (Bradford, 12 luglio 1832 – Londra, 26 novembre 1895) è stato un ornitologo britannico.
Suoi genitori erano l'inglese Ester Wheeler di Hitchin e Benjamin Seebohm, quacchero tedesco di Bad Pyrmont. Aveva tre fratelli: Julia, Benjamin e Frederic. Sin dalla tenera età si appassionò alla storia naturale e allo studio degli uccelli, in particolare delle loro uova.
Iniziò la propria carriera professionale come cassiere presso la Seebohm and Dieckstahl Ltd, un'azienda produttrice di acciaio a Sheffield. In seguito divenne lui stesso un produttore. Dopo il matrimonio con Maria Healey nel 1859, intraprese spedizioni in Grecia, in Turchia, in Scandinavia, in Giappone, nella tundra siberiana e nella regione dello Yenisei. I suoi viaggi in Siberia furono raccontati in due opere, nel 1880 e nel 1882, Siberia in Europe e Siberia in Asia. Nel 1901, uscì postuma una terza opera, The Birds of Siberia.
Tra le altre opere di Henry Seebohm vi sono A History of British Birds (1883), The Geographical Distribution of the family Charadriidae (1887), The Birds of the Japanese Empire (1890) e A Monograph of the Turdidae (1898).
Seebohm è stato il primo ornitologo europeo a utilizzare il sistema di nomenclatura trinomiale per la classificazione delle sottospecie introdotto dagli americani. Descrisse inoltre per la prima volta varie specie di uccelli dell'Asia orientale, come il gufo pescatore di Blakiston, il picchio di Okinawa e la cincia gialla.
Altre specie, invece, come l'emuro grigio (Amphilais seebohmi), gli sono state dedicate.

## Opere
- The Birds of Siberia: To the Petchora Valley. Alan Sutton Publishing, 1901, ISBN 0-86299-259-1.
- The Birds of Siberia: The Yenesei. Alan Sutton Publishing, 1901, ISBN 0-86299-260-5.